# Dolichopus rotundipennis
Dolichopus rotundipennis är en tvåvingeart som beskrevs av Friedrich Hermann Loew 1848. Dolichopus rotundipennis ingår i släktet Dolichopus och familjen styltflugor. Inga underarter finns listade i Catalogue of Life.